# Beef (film)
Beef – amerykański film dokumentalny z 2003 roku w reżyserii Petera Spirera. Premiera obrazu odbyła się w sierpniu 2003 r. w Stanach Zjednoczonych, 17 marca 2004 r. w Szwecji oraz 23 października 2004 r. w Hiszpanii. Narratorem jest aktor Ving Rhames.
Do filmu wydano także ścieżkę dźwiękowa, której premiera odbyła się 7 października 2003 r.
W 2004 r. ukazała się część druga Beef II.

## Fabuła
Fabuła filmu skupiona jest na rywalizacji poszczególnych raperów, grup, którzy nie szczędzą dissów w swoją stronę. Ponadto w obrazie zostały pokazane konflikty KRS-One vs. MC Shan, Kool Moe Dee vs. Busy Bee, 50 Cent vs. Murder Inc Records, Tru Life vs. Mobb Deep, Common vs. Ice Cube & Westside Connection, a także upadek zespołu N.W.A oraz jeden z najtragiczniejszych beefów w historii muzyki hip-hop, Tupac Shakur vs. The Notorious B.I.G.

## Ścieżka dźwiękowa
1. "No Vaseline" autorstwa Ice Cube
2. "Beef" autorstwa Tech N9ne (gości. Krizz Kaliko)
3. "You Don't Really Want It" autorstwa KRS-One
4. "Westside Slaughterhouse" autorstwa Westside Connection
5. "Murder by #'s" autorstwa Skatterman & Snug Brim (gości. Ricky Scarfo)
6. "Drama" autorstwa Prodigy (gości. Twin)
7. "Real Muthaphuckkin G’s" autorstwa Eazy-E (gości. B.G. Knocc Out & Dresta)
8. "Caution" autorstwa Black Child
9. "When The Rain Drops" autorstwa Kutt Calhoun (gości. Snug Brim)
10. "That's It" autorstwa KRS-One (gości. Mad Lion)
11. "Postman" autorstwa Poverty
12. "Now I See" autorstwa MC Shan
13. "Snake Ya" autorstwa Tech N9ne (gości. Krizz Kaliko)
14. "Let’s Go (It's A Movement)" autorstwa Warren G (gości. KRS-One & Lil' AI)
15. "Witness Protection" autorstwa Jayo Felony
16. "Day I Die" autorstwa Tru-Life
17. "Fuck Tha Police" autorstwa N.W.A